# Diogo Dória
Diogo de França Neto Dória (* 16. April 1953 in Lissabon) ist ein portugiesischer Schauspieler und Theaterregisseur.

## Leben
1972 begann er ein Studium an der rechtswissenschaftlichen Fakultät der Universität Lissabon. 1974 brach er das Studium ab und ging an das Nationalkonservatorium. 1976 stand er erstmals als Schauspieler auf der Bühne, in Quatro Soldados e Um Acordeão (Vier Soldaten und ein Akkordeon) von Richard Démarcy, der auch selbst inszenierte. 1978 wurde Dória von Jorge Silva Melo und Luís Miguel Cintra in ihrer Inszenierung des Woyzeck an deren renommierten Teatro da Cornucópia als Ersatz nachbesetzt.
1980 schloss er sein zwischenzeitlich aufgenommenes Philosophiestudium an der Universität Lissabon ab. In dem von ihm gegründeten Teatro da Cantina Velha stand er nun regelmäßig auf der Bühne, erstmals 1980 in Strindbergs Menina Júlia (Fräulein Julie), und 1982 in Samuel Becketts O Expulso (Der Ausgestoßene), wo er erstmals auch selbst inszenierte. 1985 spielte er erneut am Teatro Cornucópia, in der von Karl-Heinz Stroux’ Sohn Stephan inszenierten Aufführung von O Parque (Der Park) von Botho Strauss. Es folgten eine Reihe Stücke an verschiedenen Lissabonner Theatern. Neben seiner Arbeit als Theaterschauspieler und Regisseur trat er auch als Rezitator auf, so 1978 mit Em Ruínas von Ernesto da Silva im Auditorium der Sociedade Portuguesa de Autores und 1982 mit Mensagem von Fernando Pessoa im Auditorium der Biblioteca Nacional de Portugal. Nachdem er 1979 bereits in Jacques Webers Fernsehmehrteiler Der Graf von Monte-Christo erstmals vor der Kamera gestanden hatte, nahm er nun auch immer häufiger Filmrollen an.
Er spielte parallel zu seinen Filmrollen weiter Theater, immer wieder auch in eigenen Projekten. So übersetzte, inszenierte und spielte er 1989 das Stück A Hipótese (Hypothese) von Robert Pinget im Escadinhas-Studio der Kunsthochschule Escola Superior de Belas Artes de Lisboa (heute als Kunstfakultät Teil der Universität Lissabon), und führte das Stück danach weitere Male an verschiedenen Bühnen des Landes auf. Unter seinen zahlreichen weiteren Theaterengagements waren u. a. 1991 das Teatro da Trindade in August Strindbergs A Mais Forte (Die Stärkere), 1994 das Teatro Nacional D. Maria II in As Fúrias von Agustina Bessa-Luís, und 1998 das Centro Cultural de Belém (CCB) im von Solveig Nordlund inszenierten A Noite é Mãe do Dia (Nacht, Mutter des Tages), von Lars Norén. Zeitgleich nahmen seine Filmrollen weiter zu. Manoel de Oliveira besetzte ihn in zahlreichen Filmen, und Dória arbeitete mit den bedeutendsten portugiesischen Autorenfilmern zusammen, etwa in Ein portugiesischer Abschied (1986) von João Botelho, in Oliveiras Am Ufer des Flusses (1993), oder in João César Monteiros polemischer Schneewittchenverfilmung Branca de Neve (2000). Auch in internationalen Produktionen trat er gelegentlich auf, etwa 1991 in Wim Wenders’ Filmdrama Bis ans Ende der Welt. Dória zählt heute zu den renommiertesten Filmschauspielern des Portugiesischen Films.

## Filmografie
- 1979: Der Graf von Monte Christo (Le comte de Monte-Cristo, TV-Serie)
- 1980: Passagem ou a Meio Caminho; R: Jorge Silva Melo
- 1981: Francisca; R: Manoel de Oliveira
- 1982: Visita ou Memórias e Confissões; R: Manoel de Oliveira
- 1982: La guérilléra; R: Pierre Kast
- 1983: A Estrangeira; R: João Mário Grilo
- 1983: Les trois couronnes du matelot; R: Raúl Ruiz
- 1983: Um S Marginal; R: José de Sá Caetano
- 1984: Manoel dans l'île des merveilles (TV-Serie)
- 1984: A Meio Amor (Kurzfilm); R: João Canijo
- 1985: Ninguém Duas Vezes; R: Jorge Silva Melo
- 1986: Der seidene Schuh (Le soulier de satin); R: Manoel de Oliveira
- 1986: Ein portugiesischer Abschied (Um Adeus Português); R: João Botelho
- 1986: Uma Rapariga no Verão; R: Vítor Gonçalves
- 1987: Romance de Uma Música; R: João Ponces de Carvalho
- 1988: Les mendiants; R: Benoît Jacquot
- 1988: Die Kannibalen (Os Canibais); R: Manoel de Oliveira
- 1988: Agosto; R: Jorge Silva Melo
- 1989: Pau Preto (TV); R: Oliveira e Costa
- 1989: Rua Sésamo (port. Sesamstraße, TV-Serie)
- 1990: Filha da Mãe; R: João Canijo
- 1990: Non oder Der vergängliche Ruhm der Herrschaft ('Non', ou A Vã Glória de Mandar); R: Manoel de Oliveira
- 1990: Adieu mes jolies (TV); R: David Delrieux
- 1990: Piano panier; R: Patricia Plattner
- 1990: L'homme au double visage (TV); R: Claude Guillemot
- 1991: Le trésor des îles chiennes; R: F. J. Ossang
- 1991: Duplex; R: Michel Lang
- 1991: Bis ans Ende der Welt; R: Wim Wenders
- 1991: Die göttliche Komödie (A Divina Comédia); R: Manoel de Oliveira
- 1991: Daisy: Um Filme Para Fernando Pessoa (TV); R: Margarida Gil
- 1992: Le réveillon, c'est à quel étage? (TV); R: Serge Korber
- 1992: Le jour du serpent (TV); R: Gilles Bèhat
- 1992: Tag der Verzweiflung (O Dias do Desespero); R: Manoel de Oliveira
- 1993: Primavera Negra (TV); R: Luís Miguel Cintra
- 1993: Am Ufer des Flusses (Vale Abraão); R: Manoel de Oliveira
- 1992: Une famille formidable (TV-Serie, 1 Folge)
- 1994: Die Büchse des Bettlers (A Caixa); R: Manoel de Oliveira
- 1995: Dans la cour des grands; R: Florence Strauss
- 1996: Do Outro Lado do Tejo (Kurzfilm); R: João Pinto Nogueira
- 1996: O Inesperado (Kurzfilm); R: Vítor Moreira
- 1997: O Homem do Comboio (Kurzfilm); R: Elsa Bruxelas, Ricardo Rezende
- 1997: Reise an den Anfang der Welt (Viagem ao Princípio do Mundo); R: Manoel de Oliveira
- 1998: Fintar o Destino; R: Fernando Vendrell
- 1998: Mário Eloy – Um Pintor em Fuga (Sprechrolle)
- 1998: Unruhe (Inquietude), R: Manoel de Oliveira
- 1999: La ciudad de los prodigios; R: Mario Camus
- 2000: A Drogaria (Kurzfilm); R: Elsa Bruxelas
- 2000: Combat d'amour en songe; R: Raúl Ruiz
- 2000: Palavra e Utopia; R: Manoel de Oliveira
- 2000: Branca de Neve; R: João César Monteiro
- 2001: O Número Que Marcou Não se Encontra Atribuido (Kurzfilm); R: António Duarte
- 2002: Tudo Continua Até ao Dia em Que Pára... (Kurzfilm); R: Elsa Bruxelas
- 2002: A Última de Seia (Kurzfilm); R: Gil Ferreira
- 2002: O Princípio da Incerteza; R: Manoel de Oliveira
- 2004: Querença; R: José Edgar Feldman
- 2005: A Estrela (Kurzfilm); R: António Duarte
- 2005: Espelho Mágico; R: Manoel de Oliveira
- 2006: Viúva Rica Solteira Não Fica; R: José Fonseca e Costa
- 2007: História Desgraçada (Kurzfilm); Elsa Bruxelas
- 2007: Procura-se Amigo (Kurzfilm); R: Vítor Moreira
- 2009: Eigenheiten einer jungen Blondine (Singularidades de Uma Rapariga Loura); R: Manoel de Oliveira
- 2009: Peixe-Aranha (Kurzfilm); R: Edgar Medina
- 2009: The portuguese nun; R: Eugène Green
- 2010: Cinerama; R: Inês Oliveira
- 2010: Painéis de São Vicente de Fora - Visão Poética (Kurzfilm); R: Manoel de Oliveira
- 2011: Dharma Guns (La succession Starkov); R: F. J. Ossang
- 2011: Liberdade 21 (TV-serie, 1 Folge)
- 2011: A Morte de Carlos Gardel; R: Solveig Nordlund
- 2012: Demain?; R: Christine Laurent
- 2012: Lines of Wellington – Sturm über Portugal (Lines of Wellington); R: Valeria Sarmiento
- 2012: As Linhas de Torres Vedras (TV-Serie)
- 2012: Operação Outono; R: Bruno de Almeida
- 2013: Odysseus (TV-Serie, 6 Folgen)
- 2019: Land im Sturm (auch TV-Serie)
- 2019–2021: Conta-me Como Foi (TV-Serie)
- 2020: Um Animal Amarelo; R: Felipe Bragança
- 2020: Guerra; R: José Oliveira, Marta Ramos
- 2020: Mnemosyne (Kurzfilm); R: João Duque
- 2021: Baseado numa História Verídica (Kurzfilm); R: João Azevedo
- 2024: Grand Tour; R: Miguel Gomes